# Is Everybody Happy?
Is Everybody Happy? è un cortometraggio del 1928, diretto da Hal Yates con Charley Chase. Venne distribuito il 29 settembre 1928.